# Вінсент Серсавій
Серсавій Вінсент (чеськ. Vincent Zrzavý, 1802, Брно — 1853, Перемишль) — композитор, диригент і співак-бас чеського походження.

## Біографія
За походженням чех з-під Брна у Моравії. З 1830 року перший бас перемиського катедрального хору і помічник Алоїза Нанке у веденні хору в школі. 3 1834 головний диригент та учитель церковного хору, учитель співу в дяко-учительській школі й диригент гімназійного хору.
Скомпонував низку церковних творів; «Алилуя» (у збірці І. Кипріяна). Помер у Перемишлі.